# 1959年鐵路
此條目列出1959年發生有關鐵路運輸的事件。

## 事件

### 1月
- 1月12日：東勢線通車。

### 2月
- 2月28日：倫敦地鐵區域線前往南阿克頓站的接駁線停運。

### 3月
- 3月15日：營團地下鐵丸之內線由霞關站延長至新宿站，全線通車。

### 4月
- 4月20日：東海道新幹線開工。

### 6月
- 6月15日：迪士尼樂園單軌電車系統啟用。
- 6月15日：能登鐵道能登線通車。

### 7月
- 7月15日：紀勢本線全線通車。
- 7月21日：巴塞羅那地鐵5號線通車。

### 9月
- 9月18日：筑豐電氣鐵道線通車。

### 10月
- 10月1日：蘭青鐵路通車。
- 10月6日：海法地鐵通車，當時是全世界唯一的地下纜索鐵路。

### 12月
- 12月1日：外福鐵路通車營運。
- 12月1日：莫斯科地鐵基洛夫－伏龍芝線由運動站延長至大學站。
- 12月29日：里斯本地鐵通車。